# منظمة العالم الإسلامي للتربية والعلوم والثقافة
منظمة العالم الإسلامي للتربية والعلوم والثقافة أو الإيسيسكو (بالإنجليزية: ICESCO)‏ هي منظمة متخصصة تعمل في إطار منظمة التعاون الإسلامي، تعنى بميادين التربية والعلوم والثقافة والاتصال في البلدان الإسلامية، لتدعم وتقوي الروابط بين الدول الأعضاء، ومقرها الرباط، والمدير العام للمنظمة هو الدكتور سالم بن محمد المالك.

## تاريخ
كان القرار الأعلى الصادر عن مؤتمر القمة الإسلامي الثالث بمكة المكرمة في 28 - 25 يناير 1981 م، تأكيداً لإنشاء جهاز إسلامي دولي جديد ضمن أجهزة العمل الإسلامي المشترك في إطار منظمة التعاون الإسلامي، يحمل اسم: «المنظمة الإسلامية للتربية والعلوم والثقافة».
وفي يوم الأربعاء 30 يناير 2020 اعتمد المجلس التنفيذي للمنظمة الإسلامية للتربية والعلوم والثقافة (إيسيسكو) في دورته الأربعين، التي جرت أعمالها في أبو ظبي بدولة الإمارات العربية المتحدة، يومي 29، 30 يناير 2020 تغيير اسم المنظمة إلى: منظمة العالم الإسلامي للتربية والعلوم والثقافة (إيسيسكو). وقال الدكتور سالم بن محمد المالك، المدير العام للإيسيسكو، إن تغيير اسم المنظمة يهدف إلى رفع الالتباس الشائع بشأن طبيعة مهامها غير الدعوية، وفتح آفاق أوسع لحضورها على الصعيد الدولي، وإن الاسم الجديد يعبر تعبيراً دقيقاً عن طبيعة الرسالة الحضارية، التي تنهض بها المنظمة، في مجالات عملها بالتربية والعلوم والثقافة والاتصال، وعن الغايات والأهداف التي تعمل على تحقيقها.
'الأهــداف':
- أ) تقوية التعاون وتشجيعه وتعميقه بين الدول الأعضاء في مجالات التربية والعلوم والثقافة والاتصال، والنهوض بهذه المجالات وتطويرها، في إطار المرجعية الحضارية للعالم الإسلامي، وفي ضوء القيم والمثل الإنسانية الإسلامية.
- ب) تدعيم التفاهم بين الشعوب في الدول الأعضاء وخارجها والمساهمة في إقرار السلم والأمن في العالم بشتى الوسائل ولا سيما عن طريق التربية والعلوم والثقافة والاتصال.
- ج) التعريف بالصورة الصحيحة للإسلام والثقافة الإسلامية وتشجيع الحوار بين الحضارات والثقافات والأديان والعمل على نشر قيم ثقافة العدل والسلام ومبادئ الحرية وحقوق الإنسان، وفقاً للمنظور الحضاري الإسلامي.
- د) تشجيع التفاعل الثقافي ودعم مظاهر تنوعه في الدول الأعضاء، مع الحفاظ على الهوية الثقافية وحماية الاستقلال الفكري.
- هـ) تدعيم التكامل والتنسيق بين المؤسسات المتخصصة التابعة لمنظمة التعاون الإسلامي في مجالات التربية والعلوم والثقافة والاتصال وبين الدول الأعضاء في الإيسيسكو، وتعزيز التعاون والشراكة مع المؤسسات الحكومية وغير الحكومية المماثلة وذات الاهتمام المشترك، داخل الدول الأعضاء وخارجها.
- و) الاهتمام بالثقافة الإسلامية وإبراز خصائصها والتعريف بمعالمها في الدراسات الفكرية والبحوث العلمية والمناهج التربوية.
- ز) العمل على التكامل والترابط بين المنظومات التربوية في الدول الأعضاء.
- ح) دعم جهود المؤسسات التربوية والعلمية والثقافية للمسلمين في الدول غير الأعضاء في الإيسيسكو.

مقر منظمة العالم الإسلامي للتربية والعلوم والثقافة بالعاصمة المغربية الرباط

### الميثاق:
ميثاق منظمة العالم الإسلامي للتربية والعلوم والثقافة - الإيسيسكو المصادق عليه في صيغته الأولى من قَبِل المؤتمر التأسيسي المنعقد في مدينة فاس في عام 1402هـ/1982م، ِ والمعدل من قَبِل المؤتمر العام الاستثنائي المنعقد في مدينة الرباط عام 1407هـ/1986م، والمؤتمر العام الرابع المنعقد في مدينة الرباط عام 1412هـ/1991م، والمؤتمر العام الخامس المنعقد في مدينة دمشق عام 1415هـ/1994م، والمؤتمر العام السادس المنعقد في مدينة الرياض عام 1418هـ/1997م، وكذلك المؤتمر العام التاسع المنعقد في المقر الدائم للإيسيسكو بالرباط عام 1427هـ/2006م، والمؤتمر العام العاشر المنعقد في مدينة تونس عام 1430هـ/2009م، والمؤتمر العام الحادي عشر المنعقد في مدينة الرياض عام 1434هـ/2012م، والمؤتمر العام الثاني عشر المنعقد في مدينة باكو عام 1437هـ/2015م، والمؤتمر العام الثالث عشر المنعقد في مدينة الرباط عام 1440هـ/2018م، والمجلس التنفيذي في دورته الأربعين المنعقد في مدينة أبو ظبي عام 1441هـ/2020م.

## الدول الأعضاء في منظمة الإيسيسكو مع تواريخ الانضمام
ينصّ ميثاق منظمة العالم الإسلامي للتربية والعلوم والثقافة على أن كلَّ دولة عضو في منظمة التعاون الإسلامي، تصبح عضواً في الإيسيسكو بعد توقيعها رسمياً على الميثاق، وبعد استكمال الإجراءات القانونية والتشريعية لقرار الانضمام وإشعار الإدارة العامة للإيسيسكو بذلك خطياً، ولا يحق لأي دولة غير عضو أو غير مراقب في منظمة المؤتمر الإسلامي، أن تكون عضواً بالإيسيسكو.
وقد بلغ عدد الدول الأعضاء في المنظمة الإسلامية حتى الآن أربع وخمسون (54) دولة، من مجموع الدول الأعضاء في منظمة التعاون الإسلامي البالغ عددها سبعاً وخمسين (57) دولة. وهي مرتبة هنا حسب الترتيب الهجائي العربي مع سنة الانضمام إلى المنظمة:
| الدولة                   | الاسم الرسمي                            | تاريخ الانضمام |
| ------------------------ | --------------------------------------- | -------------- |
| أذربيجان                 | جمهورية أذربيجان                        | 1991           |
| الأردن                   | المملكة الأردنية الهاشمية               | 1982           |
| أفغانستان                | جمهورية أفغانستان الإسلامية             | 2003           |
| الإمارات العربية المتحدة | دولة الإمارات العربية المتحدة           | 1983           |
| إندونيسيا                | جمهورية إندونسيا                        | 1986           |
| أوزبكستان                | جمهورية أوزبكستان                       | 2017           |
| أوغندا                   | جمهورية أوغندا                          | 2012           |
| إيران                    | الجمهورية الإسلامية الإيرانية           | 1992           |
| باكستان                  | جمهورية باكستان الإسلامية               | 1982           |
| البحرين                  | مملكة البحرين                           | 1982           |
| بروناي                   | بروناي دار السلام                       | 1985           |
| بنغلاديش                 | جمهورية بنغلاديش الشعبية                | 1982           |
| بنين                     | جمهورية بنين                            | 1988           |
| بوركينا فاسو             | بوركينا فاسو                            | 1982           |
| طاجيكستان                | جمهورية تاجيكستان                       | 1993           |
| تركيا                    | الجمهورية التركية                       | 2017           |
| تشاد                     | جمهورية تشاد                            | 1982           |
| توغو                     | جمهورية التوغو                          | 2002           |
| تونس                     | الجمهورية التونسية                      | 1982           |
| الجزائر                  | الجمهورية الجزائرية الديمقراطية الشعبية | 2000           |
| جيبوتي                   | جمهورية جيبوتي                          | 1982           |
| السعودية                 | المملكة العربية السعودية                | 1982           |
| السودان                  | جمهورية السودان                         | 1982           |
| سورينام                  | جمهورية سورينام                         | 1996           |
| سوريا                    | الجمهورية العربية السورية               | 1982           |
| سيراليون                 | جمهورية سيراليون                        | 1984           |
| السنغال                  | جمهورية السينغال                        | 1982           |
| الصومال                  | جمهورية الصومال الفيدرالية              | 1982           |
| العراق                   | جمهورية العراق                          | 1982           |
| عُمان                     | سلطنة عمان                              | 1982           |
| الغابون                  | جمهورية الغابون                         | 1982           |
| غامبيا                   | جمهورية غامبيا                          | 1982           |
| غيانا                    | جمهورية غويانا                          | 2014           |
| غينيا                    | جمهورية غينيا                           | 1982           |
| غينيا بيساو              | جمهورية غينيا بيساو                     | 1984           |
| فلسطين                   | دولة فلسطين                             | 1982           |
| كازاخستان                | جمهورية قازاخستان                       | 1996           |
| قطر                      | دولة قطر                                | 1982           |
| جزر القمر                | جمهورية القمر المتحدة                   | 1982           |
| قرغيزستان                | الجمهورية القيرغيزية                    | 1996           |
| الكاميرون                | جمهورية الكاميرون                       | 2001           |
| ساحل العاج               | جمهورية كوت ديفوار                      | 2001           |
| الكويت                   | دولة الكويت                             | 1982           |
| لبنان                    | الجمهورية اللبنانية                     | 2002           |
| ليبيا                    | دولة ليبيا                              | 1984           |
| جزر المالديف             | جمهورية المالديف                        | 1982           |
| مالي                     | جمهورية مالي                            | 1982           |
| ماليزيا                  | ماليزيا                                 | 1982           |
| مصر                      | جمهورية مصر العربية                     | 1984           |
| المغرب                   | المملكة المغربية                        | 1982           |
| موريتانيا                | الجمهورية الإسلامية الموريتانية         | 1982           |
| النيجر                   | جمهورية النيجر                          | 1982           |
| نيجيريا                  | جمهورية نيجيريا الاتحادية               | 2001           |
| اليمن                    | الجمهورية اليمنية                       | 1983           |

كلمة (ايسيسكو) تتكون من الحروف الأولى للمنظمة (IslamiC world Education, Science and Culture Organization) والتي تعني منظمة العالم الإسلامي للتربية والعلوم والثقافة.

## وصلات خارجية
- موقع الإيسيسكو